# 革鯻屬
革鯻屬（學名：Scortum）為日鱸目鯻科的一屬，傳統上歸類於鱸形目。

## 分類
本屬包含4個種：
- 高體革鯻 Scortum barcoo (McCulloch & Waite, 1917)
- 褐斑革鯻 Scortum hillii (Castelnau, 1878)
- 尼氏革鯻 Scortum neili Allen, Larson & Midgley, 1993
- 小頭革鯻 Scortum parviceps (Macleay 1883)

## 外部連結
- 维基共享资源上的相關多媒體資源：革鯻屬